# Wasilij Alin
Wasilij Iwanowicz Alin (ros. Василий Иванович Алин, ur. 12 grudnia?/25 grudnia 1914 we wsi Sieriegowo obecnie w Kraju Permskim, zm. 9 lutego 1998 w Berdyczowie) – radziecki lotnik wojskowy, podpułkownik, Bohater Związku Radzieckiego (1944).

## Życiorys
Urodził się w rodzinie chłopskiej. Po ukończeniu szkoły pracował jako ślusarz w kombinacie chemicznym w Bierieznikach i uczył się w technikum chemicznym w Bierieznikach. Od 1936 służył w Armii Czerwonej, w 1938 ukończył wojskową szkołę pilotów w Czkałowie (obecnie Orenburg), a w 1942 wyższą szkołę oficerską. Uczestniczył w wojnie z Niemcami, był dowódcą klucza 10 gwardyjskiego lotniczego pułku 3 Gwardyjskiej Dywizji Lotniczej 3 Gwardyjskiego Korpusu Lotniczego Lotnictwa Dalekiego Zasięgu w stopniu kapitana. Do kwietnia 1944 wykonał 269 lotów bojowych, bombardując obiekty na głębokich tyłach wroga, w tym w Królewcu, Tilsicie, Warszawie, Gdańsku, Insterburgu, Helsinkach i Konstancy. Po wojnie nadal służył w Siłach Powietrznych ZSRR, w 1958 został zwolniony do rezerwy w stopniu podpułkownika. Miał honorowe obywatelstwo Berdyczowa. Zmarł i został pochowany w Berdyczowie.

## Odznaczenia
- Złota Gwiazda Bohatera Związku Radzieckiego (19 sierpnia 1944)
- Order Lenina (dwukrotnie)
- Order Czerwonego Sztandaru (trzykrotnie)
- Order Wojny Ojczyźnianej I klasy
- Order Czerwonej Gwiazdy

I medale.